# Knut Ödell
Knut Svensson Ödell, född 1592, död 1652, var en svensk militär.

## Biografi
Knut Ödell föddes 1592. Han var son till skräddaren Sven Knutsson. Ödell blev 1619 fänrik vid Östgöta ryttare och 1630 löjtnant. Han adlades 31 juli till Ödell och introducerades 1634 i Sveriges Riddarhus nummer 184, tillsammans med sin avlidna broder Anders Ödell. Numret kom senare att ändras till 211. Ödell blev 1 augusti 1632 ryttmästare, 1637 regementskvartermästare och 1640 major. Han tog avsked från regementet 1643. Ödell avled 1652 och begravdes i Risinge kyrka.

### Egendom
Ödell ägde gården Börsjö i Risinge socken och Ölstad i Risinge socken.

### Familj
Ödell var gift med Ingeborg Svensdotter (död 1667), dotter av Sven och Ragnhild Persdotter. De fick tillsammans barnen länshövdingen Udde Ödell (1617–1668) i Nylands och Tavastehus län, assessorn Johan Ödell (1620–1660) i Göta hovrätt, en son och jungfrun Brita Ödell (död 1657).